# 史定 (秦国)
史定（?—?），战国时期秦国史官。
《吕氏春秋》说史定能用人装扮成鬼、加罪杀戮无辜之人，以致群臣騷乱、国家几乎危亡。但是具体什么事情，没有记载。杨宽认为《吕氏春秋》提到的公孙竭参与陰君之事，怀疑和有关，都是秦惠文王末年的事情。